# Momigno
Momigno è una frazione del comune italiano di Marliana, nella provincia di Pistoia, in Toscana.
Borgo della media Montagna Pistoiese, si trova a 648 metri sul livello del mare. 

## Geografia fisica
Il paese si trova lievemente spostato verso ovest rispetto al centro della testata della valle del Vincio di Montagnana, affluente del Torrente Ombrone Pistoiese, appartenente al bacino idrografico del fiume Arno, Valle che scende verso la pianura Pistoiese in direzione da Nord-Nord-Ovest verso Sud-Sud-Est.
A Ovest di Momigno si trova il crinale spartiacque con il bacino idrografico della Valle della Nievole.
A Nord del paese s'incontra il crinale che da Poggiobello, alto  1077 metri s.l.m., attraverso il monte Bersano, alto 1053 metri s.l.m., passando per Femminamorta e Panicagliora, scende fino a Marliana ed alla pianura della Valdinievole, presso Montecatini Terme.
Momigno è collegato con strade statali o regionali con Pistoia, Montecatini Terme, Pescia e San Marcello Pistoiese.
Da Momigno si dipartono, in mezzo a castagneti da frutto,  cedui di castagno ed abeti numerosi sentieri di trekking nelle direzioni più disparate: Avaglio, Casore del Monte, Femminamorta, Casal Maschio, Prunetta, Calamecca e Sarripoli.

## Storia
La romanizzazione del territorio è provata anche dai toponimi della zona: Momigno deriva da Maminius;  Marliana deriva da Marilius.  Questi nomi latini di persona, diversi da quelli di origine ligure dei paesi vicini, assai numerosi, fa dedurre che  venissero attribuiti appezzamenti di terreno a soldati romani per compensarli della loro partecipazione ad eventi bellici: forse la stessa vittoria sui Liguri Friniati, conseguita in loco dall'esercito  condotto dal Console romano Caio Flaminio nel 187 a.C. Narra infatti Tito Livio che per liberare i passi appenninici verso la Pianura Padana queste fiere popolazioni preindoeuropee stanziate sul  territorio furono scacciate oltre il Monte Auginum, cioè oltre il Monte Cimone, nell'attuale Frignano.
Dopo il VI secolo la zona fu occupata dai Longobardi, come la stessa Pistoia e tutta la sua montagna.
Nel Medioevo, il primo documento che cita la Villa di Momigno come piccolissima comunità rurale dipendente da Pieve a Celle risale al 1064. Nel corso del Duecento il Paese assurse al rango di  comune rurale e più tardi di castello murato, come è testimoniato dal caratteristico assetto urbano attuale. Ad esempio, alcuni muri perimetrali del fortilizio sono inglobati nell'antica struttura medioevale della Chiesa di San Donato (Momigno). Questa chiesa fino al 1547 dipese dalla Pieve a Celle e quindi passò sotto l'Ospedale di Santa Maria Nuova di Firenze. L'attuale aspetto della chiesa è settecentesco.

## Economia
Nei secoli passati l'economia di Momigno si basava  prevalentemente sull'agricoltura, sull'allevamento del bestiame ovino,  sulla silvicoltura e soprattutto sulla castanicoltura.
Data la scarsa fertilità dei terreni di montagna, le produzioni agricole del passato erano rappresentate da un poco di grano, orzo  o segale, da patate, dai fagioli e dalle piante foraggere. A ciò si aggiungevano le castagne che venivano fatte seccare nel metato e quindi macinate nei locali molini ad acqua per ricavarne farina dolce per cucinare necci, castagnacci e polenta dolce. Questi alimenti contribuivano in maniera determinante all'alimentazione dei montanari, tanto che si è parlato talora della esistenza in gran parte dell'Appennino tosco-emiliano di una sorta di economia del castagno. 
A Momigno sopravvivono ancora tracce di questa realtà: vi sono artigiani che ancora oggi realizzano a mano i testi in pietra per cucinare i necci, cioè focacce a base di farina dolce cotte tra testi roventi di pietra, con inframezzate foglie di castagno. Passeggiando nel castagneto ci si può imbattere facilmente in una piazzola rotondeggiante, tra gli alberi, con il terreno annerito: si tratta di uno spiazzo dove un tempo veniva costruita la carbonaia per produrre carbone di legna per riscaldare le abitazioni e per cucinare i cibi. Infine, nel paese è ancora funzionante uno dei pochi molini esistenti sulla montagna pistoiese per la macinazione delle castagne secche per produrre farina dolce.
Un'altra risorsa economica importante era rappresentata dall'allevamento, soprattutto ovino, da cui si ricavava carne, formaggio pecorino, ricotta ed in misura minore la lana; infine vi era il bestiame di bassa corte. Un discreto apporto lo davano anche i prodotti del bosco e la loro lavorazione: legna da ardere e fascine, legname da serramenti e da opera, pali di castagno. 
Infine, un sostegno alle famiglie veniva dalla raccolta dei funghi e dei piccoli frutti: mirtilli, more, lamponi, fragole, nonché dagli alberi da frutto.
Queste risorse hanno ormai perduto l'importanza che rivestivano nel passato.
Nel corso del secolo scorso Momigno, come del resto tutti i paesi della montagna italiana, è stato afflitto dai fenomeni dell'emigrazione, dello spopolamento montano e dell'invecchiamento della popolazione.
Sempre nel XX secolo, il clima, i paesaggi  e la cucina tradizionale dei ristoranti locali hanno incoraggiato il turismo estivo, che fornisce un apporto non indifferente che ha contribuito a frenare l'esodo dei montanari verso le città della pianura. Negli ultimi anni la popolazione residente sta lievemente aumentando.